# Prst (organ)
Prst je okončina človeškega telesa, organ manipulacije in občutka, ki ga najdemo na rokah in nogah ljudi in drugih prvakov. Na koncu vsakega prsta je tudi del roževine, ki ga imenujemo noht. Običajno imamo ljudje na vsaki strani pet prstov, katerih kosti imenujemo falange, čeprav imajo nekateri več ali manj kot pet zaradi prirojenih motenj kot so: polidaktilija, oligodaktilija, naključne ali medicinske amputacije. Prvi prst je palec, sledijo kazalec, sredinec, prstanec in mezinec.
Angleški slovarji prst opisujejo kot eno od petih števk, vključno s palcem ali eno od štirih brez palca (v tem primeru so oštevilčeni od 1 do 4, začenši s kazalcem, ki je najbližji palcu).

## Anatomija

### Okostje
Palec (povezan s trapezijem) se nahaja na eni od strani, vzporedno z roko.
Dlan ima pet kosti, znane kot metakarpalne kosti, po eno na vsakem prstu. Človeške roke vsebujejo štirinajst digitalnih kosti, imenovane tudi falange ali kosti falange: dve v palcu (palec nima srednje falange) in tri v vsakem od ostalih štirih prstov. To so distalna falanga, ki nosi žebelj, srednja falanga in proksimalna falanga.
Sesamoidne kosti so majhna okostenela vozlišča, vdelana v kite, ki zagotavljajo dodaten vzvod in zmanjšujejo pritisk na podložno tkivo. Številne obstajajo okoli dlani na dnu številk; natančno število se med različnimi ljudmi razlikuje.
Artikulacije so: medfalangealne artikulacije med falangealnimi kostmi in metakarpofalangealni sklepi, ki povezujejo falange z metakarpalnimi kostmi.

### Mišice
Vsak prst se lahko upogne in iztegne, izvaja abdukcijo ali adukcijo, ter vrtenje v krogu. Fleksija je daleč najmočnejše gibanje. Pri ljudeh obstajata dve veliki mišici, ki ustvarjata upogibanje vsakega prsta, in dodatne mišice, ki povečajo gibanje. Vsak prst se lahko premika neodvisno od drugih, čeprav so mišice, ki premikajo vsak prst, lahko delno pomešane, kite pa so lahko pritrjene med seboj z mrežo vlaknastega tkiva, kar preprečuje popolnoma prosto gibanje.
Prsti ne vsebujejo mišic (razen arrector pili). Mišice, ki premikajo prstne sklepe, so v dlani in podlakti. Dolge kite, ki premikajo mišice podlakti, se lahko opazi pri premikanju pod kožo na zapestju, ter na zadnji strani roke.
Mišice prstov lahko razdelimo na zunanje in notranje mišice. Zunanje mišice so dolgi fleksorji in ekstenzorji. Imenujejo se zunanji, ker se mišični trebuh nahaja na podlakti.
Ekstenzorji se nahajajo na zadnji strani podlakti in so s hrbtnim delom prstov povezani bolj kompleksno kot upogibalci. Kite se združijo z medkostnimi in ledvenimi mišicami, da tvorijo ekstenzorski mehanizem. Primarna naloga ekstenzorjev je izravnava prstov. Palec ima v podlakti dva ekstenzorja; tetive teh tvorijo anatomsko burmutico . Kazalec in mezinec imata dodaten ekstenzor, na primer za kazanje. Ekstenzorji se nahajajo v 6 ločenih predelih. Prvi predel vsebuje abductor pollicis longus in extensor pollicis brevis. Drugi predel vsebuje ekstenzorje carpi radialis longus in brevis. Tretji predel vsebuje extensor pollicis longus. Extenzor digitorum indicis in extensor digitorum communis sta znotraj 4. predela. Extensor digiti minimi je v petem, extensor carpi ulnaris pa v šestem.

### Koža
Poleg genitalij imajo konice prstov najvišjo koncentracijo receptorjev za dotik in termoreceptorjev med vsemi področji človeške kože, zato so izjemno občutljivi na temperaturo, pritisk, vibracije, teksturo in vlago.
Nedavne študije kažejo, da lahko prsti na navidezno gladki površini začutijo gubice v nanodelcih, to je stopnja občutljivosti, ki do sedaj še ni bila zabeležena.  Zaradi tega so s prsti pogosto uporabljene senzorične sonde ugotovljene lastnosti predmetov, ki jih srečujemo po svetu, zaradi česar so nagnjeni k poškodbam.
Pulpa prsta je mesnata masa na palmarnem delu konca prsta.